# Parafia św. Mikołaja w Brzezinach
Parafia św. Mikołaja w Brzezinach − parafia rzymskokatolicka z siedzibą w Brzezinach, znajdująca się w diecezji rzeszowskiej, w dekanacie Wielopole Skrzyńskie. 
Erygowana w 1501.